# Vlad Georgescu
Vlad Georgescu (* 1966 in Bukarest) ist ein deutsch-rumänischer Journalist sowie Rundfunk- und Buchautor.

## Leben
Georgescu studierte Chemie und Journalistik in Hannover und war wissenschaftlicher Mitarbeiter in der Abteilung für medizinische Chemie an der Medizinischen Hochschule Hannover.
Vlad Georgescu ist als freier Wissenschafts- und Wirtschaftsjournalist tätig; unter anderem für Focus (seit 1996) und bild der wissenschaft (1997–2000). Georgescu war zudem Spiegel-Online-Autor (seit 2002)
und Autor im Deutschlandradio (seit 2012).
1994 gründete er gemeinsam mit Marita Vollborn das X-Press Journalistenbüro, das bis heute aktiv ist. Im Jahr 2011 schrieb das Handelsblatt in einer Rezension über Georgescu/Vollborn: 
Vier Sachbücher, die Georgescu gemeinsam mit Marita Vollborn verfasste, zählen heute zum Präsenzbestand der Library of Congress.
Seit 2001 leitete er das Biotech-Webzine LifeGen.de. Dieses stellte 2010  Strafanzeige gegen die Ständige Impfkommission (STIKO) wegen deren als wissenschaftlich nicht haltbar angesehenen H1N1 („Schweinegrippe“)-Impfstoff-Empfehlung. Das Magazin wurde im Jahr 2018 eingestellt.
2009 gründete Georgescu die Vereinigte Migrantenpartei. Beabsichtigt war, sich für eine Einwanderungspolitik nach kanadischem Vorbild und eine aktive Integration mit verpflichtenden Sprachkenntnissen einzusetzen; 2011 löste sich die Partei wieder auf.
2013 gründete Georgescu angesichts der sich anbahnenden politischen Spannungen zwischen der EU und Russland die operative Agentur HNDN, die sich mit dem Technologie- und Produktionstransfer in die Republik Moldau, Russland und Belarus befasste.
Seit 2023 schreibt Georgescu als Freelancer auch für die Deutschen Wirtschaftsnachrichten.

## Bücher
Zusammen mit Marita Vollborn:
- Nanobiotechnologie als Wirtschaftskraft – Neue Märkte, neue Produkte, neue Chancen. Campus, 2002. ISBN 978-3593369266
- Die Gesundheitsmafia – Wie wir als Patienten betrogen werden. Fischer, 2006. ISBN 978-3596165773
- Konsumkids – Wie Marken unseren Kindern den Kopf verdrehen. Fischer, 2006. ISBN 978-3100278173
- Brennpunkt Deutschland – Warum unser Land vor einer Zeit der Revolten steht. Lübbe, 2007. ISBN 978-3785722824
- Prima Klima – Wie sich das Leben in Deutschland ändert. Lübbe, 2008. ISBN 978-3785723197
- Die Joghurt-Lüge – Die unappetitlichen Geschäfte der Lebensmittelindustrie. Bastei, 2008. ISBN 978-3404606061
- Worst Case – Unser ganz erstaunliches Comeback nach Jobverlust und Sozialabstieg. Hanser, 2009. ISBN 978-3446419537
- Die Viren-Lüge – Wie die Pharmaindustrie mit unseren Ängsten Milliarden verdient. Hanser, 2011. ISBN 978-3446426351
- Food-Mafia – Wehren Sie sich gegen die skrupellosen Methoden der Lebensmittelindustrie. Campus, 2014. ISBN 978-3593501222